# Presno
Presno es un lugar y una parroquia del concejo de Castropol, en el Principado de Asturias.
Alberga una población de 241 habitantes (INE 2021) y ocupa una extensión de 24.44 km².

## Entidades de población
| Nombre (en español) | Nombre oficial (en eonaviego) |
| ------------------- | ----------------------------- |
| Añides              |                               |
| Arguiol             |                               |
| Armeirín            |                               |
| Azoreiras           | As Azoreiras                  |
| Cabana              | A Cabana                      |
| Canedo              | El Canedo                     |
| Couso               | El Couso                      |
| Lanteiro            |                               |
| Lavandal            |                               |
| Mazo                | El Mazo                       |
| Murias              |                               |
| Pereiral            | El Preiral                    |
| Porqueira           | A Porqueira                   |
| Presno              |                               |
| Requejo             | Requeixo                      |
| Rondeiras           | Rondeira                      |
| Samagán             |                               |
| Santalla            | Santaya                       |
| Tabes               |                               |
| Trío                | Trigo                         |
| Vega de los Molinos | A Veiga dos Molíos            |
| Vega del Torno      | A Veiga del Torno             |
| Villar              | Vilar                         |

### Sitios
- El Barreiro
- A Bouza
- A Cárcova
- A Casa Veya
- El Cubelo
- El Fondiyón
- El Foxo
- A Loureira
- El Lugar de Riba
- As nogueirías
- El Péligo d’El Couso
- El Péligo d’A Veiga dos Molíos
- El Pereiro
- Os Picachos
- Pousadoiro
- Pusalvastre
- El Rebouquedo
- Regocavado
- A Sela de Vinxói
- A Senra das Avareiras
- Sestelo
- El Val das Varas
- A Veneira
- A Venta
- El Zoqueiro